# کولتسوفکا
کولتسوفکا (به لاتین: Koltsovka) یک منطقهٔ مسکونی در روسیه است که در استان آمور واقع شده‌است.